# Castello di Barengo

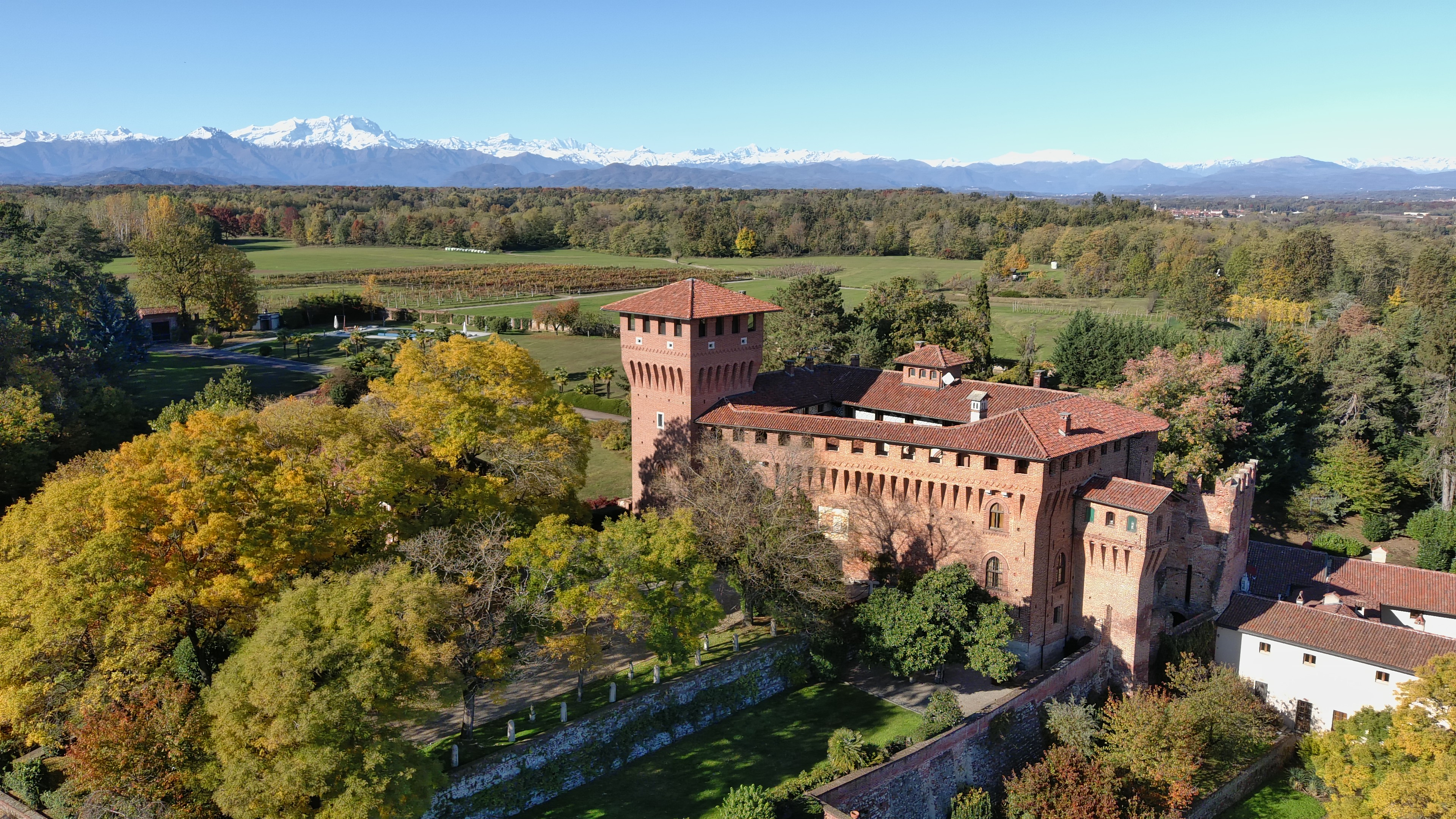
Castello di Barengo (novembre 2021)

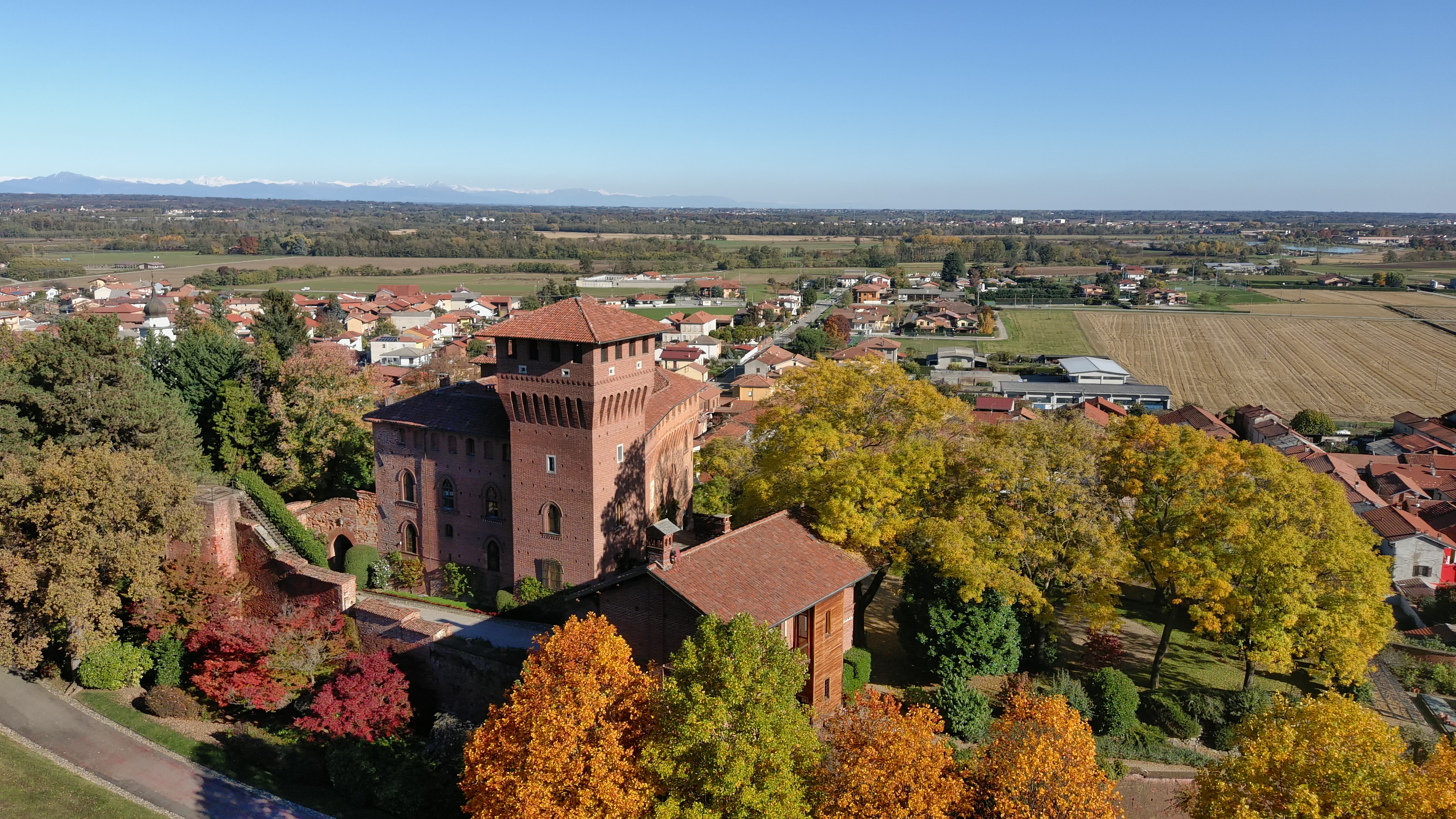
Castello di Barengo (novembre 2021)

Il castello di Barengo sorge sul rilievo collinare alle spalle dell'abitato di Barengo, in posizione sopraelevata sulla circostante pianura, lungo la strada che in origine univa la via Francigena con i guadi sul fiume Sesia.
Non esistono testimonianze certe sulla sua fondazione; la prima documentazione sulla presenza di un "castrum" risale al Trecento, quando l'intero abitato di Barengo venne traslocato dalla riva dell'Agogna fino a ridosso della collina. Protetto dalle fortificazioni il paese resistette alle devastazioni e ai saccheggi durante le guerre tra Giovanni II del Monferrato e Galeazzo Visconti negli anni 1358 e 1362.

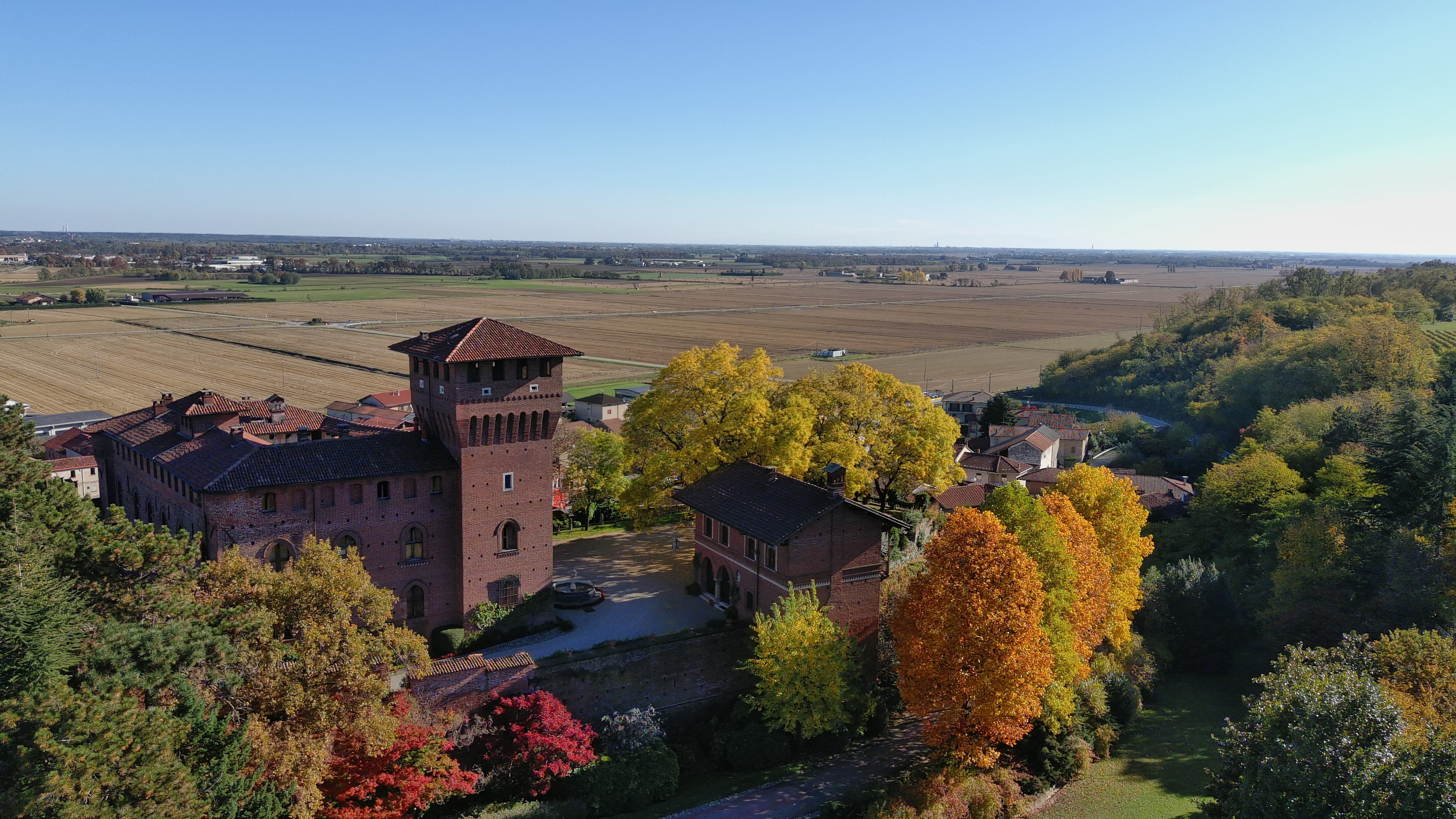
Castello di Barengo (novembre 2021)

La costruzione della rocca è contemporanea a quella del castello di Briona e risale alla seconda metà del XV secolo, quando i territori di Briona, Barengo e Maggiora divennero feudo dei Tornielli (1449). Il conte Giovanni Zanardo iniziò l'edificazione, proseguita dal figlio Melchiorre, di una nuova dimora signorile fortificata all'interno del "castrum" trecentesco, occupando un terzo della superficie. L'edificio, sorto sul lato nord, fu concepito sia in funzione militare sia per essere una piacevole residenza di campagna del suo signore; realizzato quasi interamente in mattoni, aveva pianta trapezoidale con i lati est e ovest paralleli e quello meridionale inclinato per permettere un maggior soleggiamento degli ambienti interni; sul lato occidentale rivolto alla collina era munito di due torri angolari, oggi scomparse; l'ingresso si trovava a nord-est, protetto da un fossato, e vi si accedeva attraverso un ponte levatoio.
Alla morte di Melchiorre, nel 1487, la proprietà non passo al primogenito Manfredo, come il castello di Briona, ma fu divisa tra i figli cadetti.
L'originaria struttura quattrocentesca ha subito numerose modifiche e alterazioni nel corso dei secoli e già all'inizio dell'Ottocento era parzialmente in rovina. Nel 1849 la rocca fu sottoposta a un'opera di restauro che ne alterò l'impianto originario. Nel primo dopoguerra la proprietà passò al conte Gaudenzio Tornielli di Borgolavezzaro che commissionò all'architetto Carlo Nigra la ricostruzione del complesso secondo i canoni stilistici del Medioevo. Ulteriori restauri furono eseguiti in seguito dalla famiglia Boroli, attuali proprietari.
Nonostante le ricostruzioni rimangono tuttavia parecchie testimonianze della costruzione originaria, come i muri degli spalti, le fondamenta e alcune porte d'ingresso.
Sul lato meridionale, racchiuso nelle mura perimetrali, si trova un ampio giardino con piante secolari.

## La villa
Al complesso del castello appartiene anche il palazzo-villa che sorge alla base della rocca, di fianco alla chiesa parrocchiale, che fu un tempo dimora del ramo cadetto dei Tornielli. L'edificio ha forma rettangolare, diviso su tre piani e solai, con ampio cortile centrale. Sul lato orientale si trova un loggiato formato da tre campate mentre all'angolo sud-est si trova una piccola torre colombaia. L'aspetto attuale è dovuto principalmente agli interventi di restauro settecenteschi.